# 강병옥
강병옥(康秉鈺, 1880년 1월 19일 ~ 1928년 7월 29일)은 일제강점기의 의사이자 평안남도 지역의 유지였고, 조선총독부 중추원 참의를 지냈다.

## 생애
평안북도 운산군 출생이다. 한의사 집안에서 태어나 의학에 관심을 갖게 되었고, 보통학교 교원 등을 지내다가 1905년 일본에 유학하여 의술을 배웠다.
1911년 지바 대학의 전신인 지바 의학전문학교에서 의학사 학위 취득하고 의사 면허를 받아 일본 의적에 등록된 최초의 조선인이 되었다. 귀국한 뒤 약 1년간 조선총독부 소속 병원에 근무하였고 이후 1910년대 평양 지역의 대표적인 병원이 된 순천병원을 개업하여 운영하였다.
약 10년 가까이 본업에 충실하던 중 1920년에 부협의원 제도가 실시되었을 때 선거에 출마한 것을 계기로 각종 공직에 나가기 시작했다. 평양 지역의 여러 단체에서 활동하였으며, 1924년 40대 중반의 나이에 조선총독부 중추원에 참의로 발탁되어 4년 후 사망할 때까지 한차례 연임하며 재직했다.
중추원 참의로 재직하면서 김명준의 국민협회가 주도한 참정권 청원운동에 연대서명자로 참가한 기록이 있다. 참정권 청원운동은 3·1 운동 이후 만연한 조선 독립 요구, 즉 '반국가적 사상'에 반대하고 '신일본주의'를 기본으로 한 일본과 조선의 융화를 달성하기 위한 운동이었다.
강병옥이 참가한 평양 유지 단체 중 하나에는 평양 경찰서장이 회원으로 포함되었고 회원들은 3·1 운동 때 신변의 위협을 받기도 했을 만큼 참정권 청원론자들은 3·1 운동 참가 세력과는 상반되는 목표를 갖고 있었다. 3·1 운동으로 인해 고양된 조선인의 민족의식을 약화시키기 위해 조선 총독 사이토 마코토는 유화적인 문화통치 정책을 폈는데, 이 기간 중인 1924년부터 약 2년간 강병옥은 사이토를 9차례 직접 면담하여 면담 횟수가 상위에 속하는 것으로 조사되기도 했다.
2002년 발표된 친일파 708인 명단과 2008년 민족문제연구소에서 친일인명사전에 수록하기 위해 정리한 친일인명사전 수록예정자 명단에 수록되었다. 2007년 대한민국 친일반민족행위진상규명위원회가 발표한 친일반민족행위 195인 명단에도 들어 있다.

## 같이 보기
- 조선총독부 중추원

## 참고자료
- 친일반민족행위진상규명위원회 (2007년 12월). 〈강병옥〉 (PDF). 《2007년도 조사보고서 II - 친일반민족행위결정이유서》. 서울. 520~528쪽쪽. 발간등록번호 11-1560010-0000002-10. [깨진 링크(과거 내용 찾기)]